# Olszówka (dopływ Kwisy)
Olszówka – potok, prawostronny dopływ Kwisy o długości 14,87 km i powierzchni zlewni 67,69 km².
Potok wypływa w okolicy Gryfowa Śląskiego, płynie w województwie dolnośląskim przez Ubocze, gdzie uchodzi do niego Dopływ spod Łużyckiej Góry i Olszynę. Uchodzi do Kwisy w Kościelniku w 74,2 km biegu rzeki, na wysokości 214,5 m n.p.m.